# Cratere Hua Mulan
Hua Mulan  è un cratere sulla superficie di Venere. Deve il suo nome a Hua Mulan (花木蘭T, 花木兰S), leggendaria guerriera cinese.